# The Final Settlement
The Final Settlement é um filme mudo norte-americano de 1910 em curta-metragem, do gênero drama, dirigido por D. W. Griffith. Cópia do filme encontra-se conservada na Biblioteca do Congresso dos Estados Unidos.

## Elenco
- James Kirkwood ... Jim
- Dorothy Bernard ... Ruth
- Arthur V. Johnson ... John
- Edith Haldeman ... A criança
- Anthony O'Sullivan ... O lenhador